# Ctiboř (kraj pilzneński)
Ctiboř – gmina w Czechach, w powiecie Tachov, w kraju pilzneńskim. Według danych z dnia 1 stycznia 2023 liczyła 164 mieszkańców.